# همه‌چیز یک‌باره
«همه‌چیز یک‌باره» (به انگلیسی: Everything at Once) ترانه‌ای سروده و ضبط‌شده توسط خوانندهٔ استرالیایی لنکا می‌باشد که در نوامبر سال ۲۰۱۲ به‌عنوان سومین تک‌آهنگ از دومین آلبوم استودیویی وی تحت عنوان دو منتشر گردید.